# Argythamnia haplostigma
Argythamnia haplostigma är en törelväxtart som beskrevs av Ferdinand Albin Pax och Käthe Hoffmann. Argythamnia haplostigma ingår i släktet Argythamnia och familjen törelväxter. Inga underarter finns listade i Catalogue of Life.